# Pont des Catalans
Die Pont des Catalans ist eine Straßenbrücke über die Garonne in Toulouse, Frankreich. Sie wurde früher Pont des Amidonniers nach dem Viertel genannt, von dem aus sie über den Fluss führt. Sie verbindet die Avenue Paul Séjourné im Norden mit der Allée Charles de Fitte auf der Südseite der Garonne.

## Beschreibung
Die 257 m lange und 22 m breite Straßenbrücke hat zwei Fahrspuren in beide Richtungen sowie breite Gehwege mit gusseisernen Geländern und einer Reihe von Kandelabern. Die Steinbogenbrücke besteht aus zwei parallel nebeneinander stehenden Reihen von je fünf Korbbögen. Das mittlere Bogenfeld hat eine lichte Weite von 46 m, die anderen Bogenfelder überspannen jeweils 38,50 m. Die Bogenreihen sind jeweils nur 3,25 m stark und stehen in einem Abstand von 10 m zueinander. Die profilierten Bögen setzen sich mit ihrem helleren Stein deutlich von dem rotbraunen Ziegelmauerwerk der Brücke ab. Über den Pfeilern sind große Durchlässe angebracht, die aus kleineren, auf den Hauptbögen aufsitzenden Rundbögen gebildet werden. Die Brücke zeigt dadurch ihre enge Verwandtschaft mit dem rund einen Kilometer flussaufwärts stehenden Pont Neuf, der ältesten Brücke in Toulouse, vermittelt aber trotz ihrer Größe einen leichten und transparenten Eindruck.

## Geschichte

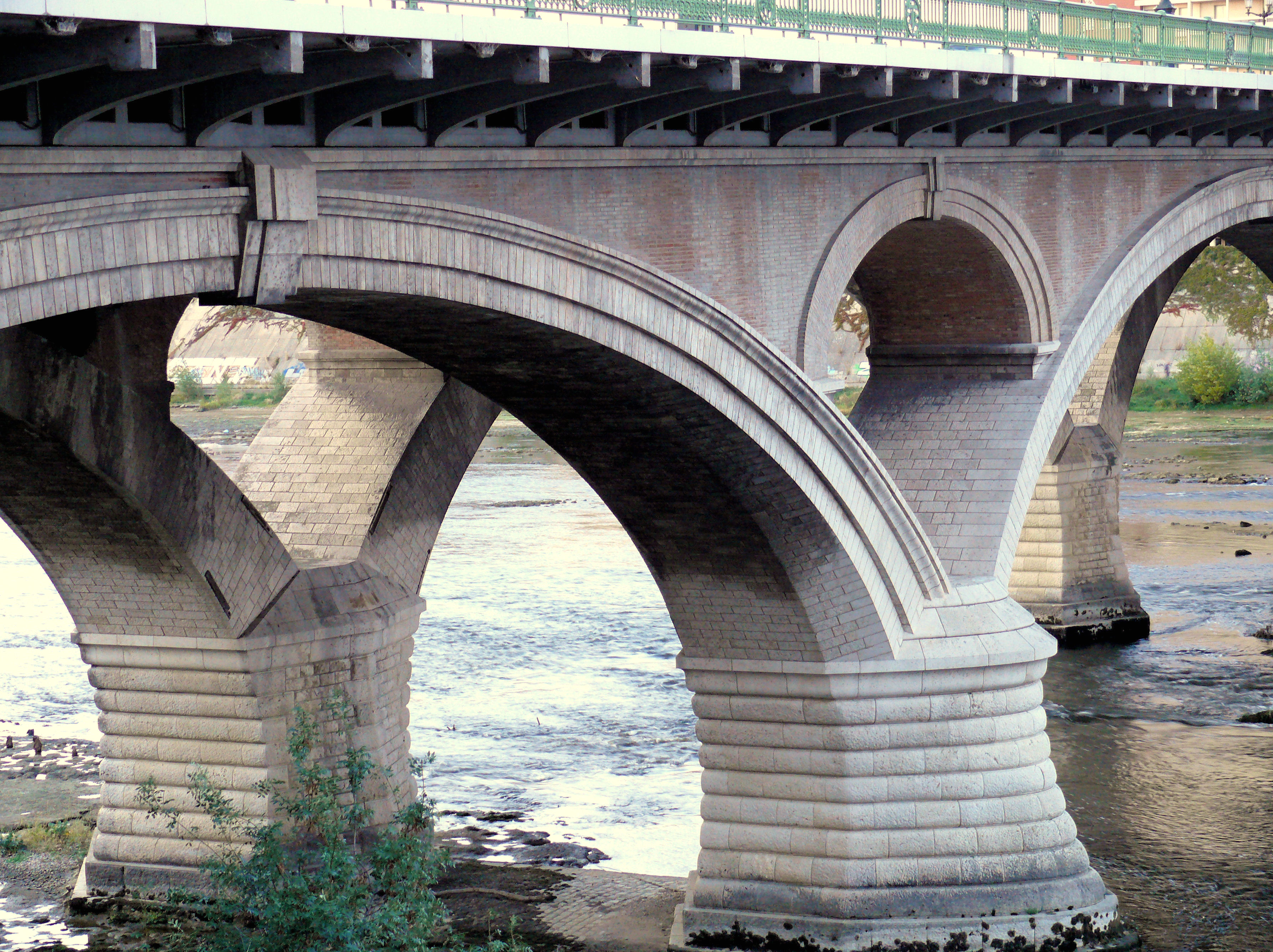
Pont des Catalans, Teilansicht

Die 1907 fertiggestellte Brücke wurde nach den Plänen von Paul Séjourné gebaut, der hier seine an der Adolphe-Brücke in Luxemburg begonnene Konzeption fortsetzte, die massiven Steinbögen in schmale parallele Brückenbögen aufzuteilen und den Raum über den Bögen durch kleinere Öffnungen oder Sparbögen freizulassen. Mit dieser Bauweise konnte er erhebliche Einsparungen nicht nur am Material, sondern insbesondere an den Lehrgerüsten erzielen.

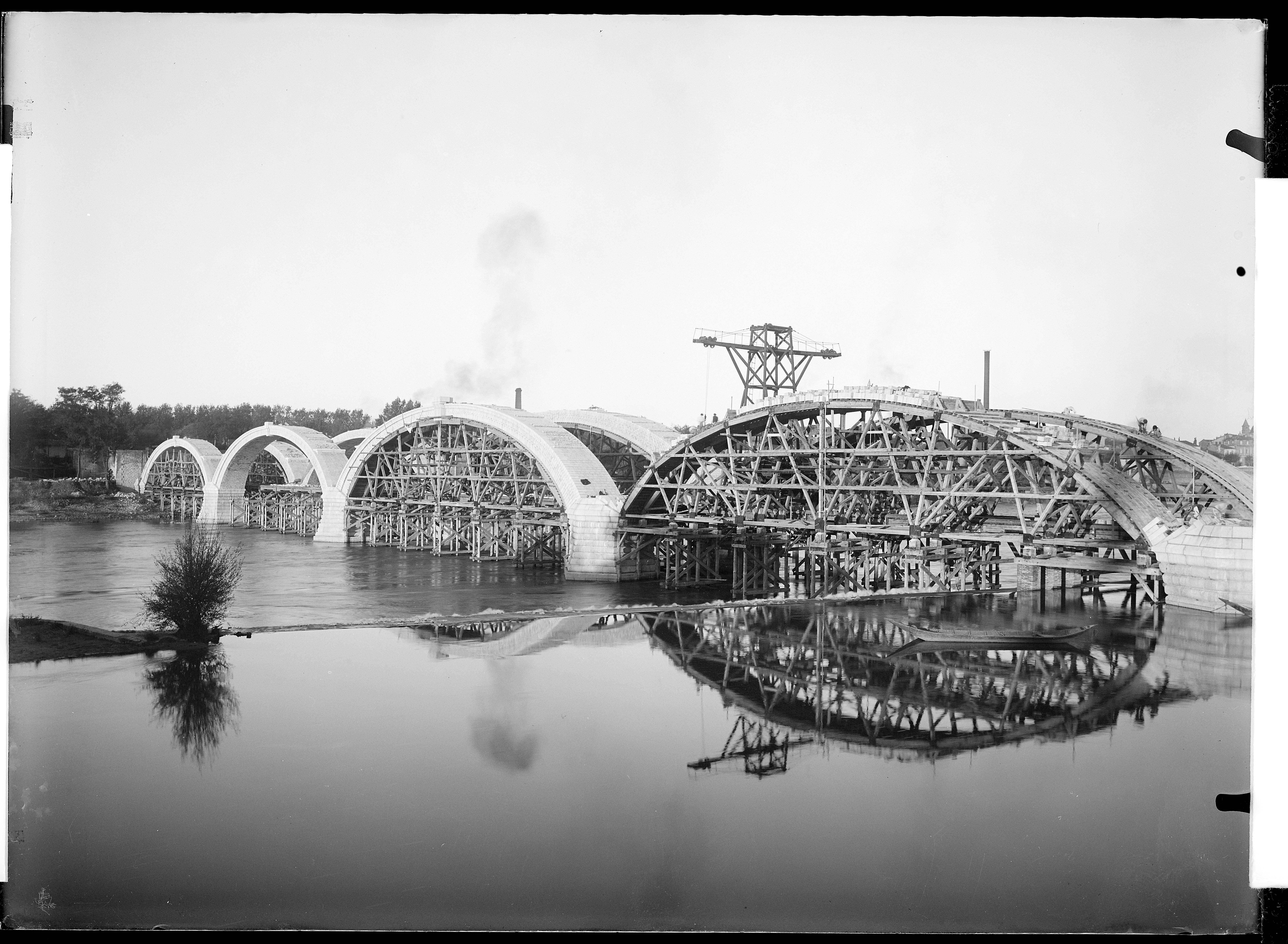
Zwischen 1905 und 1908

Die Stadt Toulouse hat später den Erbauer Paul Séjourné geehrt, indem die rechtsseitig zur Brücke führende Straße nach ihm benannt wurde.